# Orphanotrophe
L’orphanotrophe (en grec : ὀρφανοτρόφος) est le titre byzantin détenu par le gardien d'un orphelinat (ὀρφανοτροφεῖον, orphanotropheion). Celui qui est à la tête de l'orphelinat impérial de Constantinople, le plus grand de l'Empire byzantin, peut à l'occasion faire partie des principaux dignitaires de l'Empire et participer directement au gouvernement de celui-ci.

## Histoire
Animé par la philanthropie chrétienne, le monde byzantin montre une certaine attention au sort des plus fragiles, dont les veuves, les orphelins, les malades et les aînés. Les orphelins sont soit adoptés par des familles aisées, soit recueillis dans des monastères ou des orphelinats, souvent eux-mêmes gérés par des monastères.
La capitale, Constantinople, abrite un orphelinat de très grande taille au nord-est de la cité, sur le site de l'ancienne acropole de Byzance. Rapidement, cette institution passe sous le patronage de l'empereur. Selon le Patria de Constantinople, il tire ses origines de plusieurs établissements charitables fondés sous Constance II (337-361) par le patrice et protovestiarite Zotikos, ensuite canonisé par l'Église. De même, une novelle de l'empereur Léon Ier le Thrace fait de lui le premier à porter le titre d'orphanotrophe. Au Ve siècle, le prêtre Nikon ainsi que le futur patriarche Acace de Constantinople se succèdent comme orphanotrophes dans la capitale, tandis qu'un autre futur patriarche, Euphémius, occupe le même poste à Néapolis.
La législation de Justinien (527-565) fait souvent référence aux orphelinats et aux orphanotrophes. Cependant, c'est sous Justin II (567-578) que l'institution de la capitale se structure véritablement. L'empereur et sa femme, Sophia, aidés d'un protovestiarite lui aussi nommé Zotikos, bâtissent un orphelinat près de l'église Saint-Paul, probablement située près de la porte d'Eugenios du mur maritime de la Corne d'Or. Justin confère à l'orphelinat une dotation annuelle de 443 nomismata et en fait une possession impériale inaliénable. C'est probablement à partir de là que l'orphanotrophe de Constantinople est nommé par les empereurs. Ainsi, alors qu'en province ce sont des membres du clergé qui occupent la fonction d'orphanotrophe, dans la capitale, elle est détenue par des membres de l'administration impériale. 
Au cours des IXe et XIe siècles, le rôle de l'orphanotrophe semble limité à la gestion de l'orphelinat de la capitale, tandis que ceux des provinces sont sous la direction de deux fonctionnaires, le chartulaire de la sacelle et le grand curateur (megas kurator). Les orphanotrophes sont responsables des enfants qu'ils gardent et de leurs biens jusqu'à leurs vingt ans, sauf à ce qu'ils se marient avant cet âge. Ils n'ont en aucun cas le droit de vendre ces biens, sauf sur une autorisation spéciale et, en cas de mauvaise administration, l'orphanotrophe de Constantinople est responsable devant l'éparque. Selon le De Ceremoniis du Xe siècle, l'orphanotrophe a plusieurs subordonnés.
- Les chartulaires de l’oikou (χαρτουλάριοι τοῦ οἴκου, chartoularioi tou oikou) qui administrent probablement l'orphelinat fondé par Justin II Et Sophia ;
- Les chartulaires du saint (χαρτουλάριοι τοῦ ὁσίου, chartoularioi tou hosiou) qui administrent probablement le premier orphelinat fondé par Zotikos ;
- Un trésorier (arkarios) ;
- Plusieurs curateurs (kouratores) dont les fonctions ne sont plus connues mais administrant probablement des institutions rattachées à l'orphelinat.

Dans le Taktikon Uspensky de 843, l'orphanotrophe détient le rang élevé de patrice et est classé au 37e rang dans la préséance impériale, juste après le chartulaire du vestiarion. Dans le Kletorologion de 899, il rétrograde à la 56e place, parmi les dignités conférées par décret, après l’epi ton deeseon. Le De Ceremoniis décrit le rôle de l'orphanotrophe dans les cérémonies impériales. Il est souvent accompagné des orphelins dont il a la charge et qui sont présentés à l'empereur pour y chanter et recevoir des cadeaux. À cette période, l'orphanotrophe a les titres de patrice, anthypatos et protospathaire. Certains de ses détenteurs détiennent aussi d'autres offices, notamment l'eunuque Jean l'Orphanotrophe, véritable régent de l'Empire à la fin du règne de Romain III Argyre (1028-1034), avant de mettre sur le trône son frère Michel IV (1034-1041) puis son neveu Michel V (1041-1042). Nommé comme orphanotrophe par Romain III, il devient ensuite moine et se départ de ses titres séculiers, gardant seulement celui d'orphanotrophe.
L'orphelinat impérial est restauré après un séisme à la fin du règne de Romain III mais il est de nouveau endommagé à l'époque d'Alexis Ier Comnène (1081-1118). L'empereur, engagé dans un grand nombre d'œuvres charitables, crée un véritable quartier comprenant des institutions pour les aveugles, les mutilés et les invalides, ainsi que les vieillards. Il rénove aussi l'orphelinat et le dote d'importants revenus ainsi que d'une école pour les orphelins. Son successeur, Jean II Comnène (1118-1143), poursuit ce travail. Sous l'Empire latin de Constantinople, le sort de l'orphelinat est inconnu mais, à l'image d'autres institutions publiques byzantines, il souffre sûrement d'abandon. Quand il reprend la ville en 1261, Michel VIII Paléologue entreprend d'importantes reconstructions et il érige une école à l'endroit de l'ancien orphelinat, ce qui indiquerait qu'il a cessé de fonctionner.
Si l'orphelinat impérial est dissout, le titre d'orphanotrophe lui survit sous l'ère Paléologue, du fait de sa mission fiscale. Dès le Kletorologion, l'orphanotrophe est classé dans les fonctionnaires fiscaux, les sekretikoi et aurait succédé à un office ancien, celui du curateur des Manganes. Au début du XIVe siècle, Manuel Philès le qualifie de trésorier des biens impériaux. Dans le Livre des Offices de Pseudo-Kodinos, l'orphanotrophe est à la 56e place de la hiérarchie impériale mais plus aucune fonction ne lui est associée.

## Détenteurs connus
| Nom                     | Dates                                      | Notes | Références |
| ----------------------- | ------------------------------------------ | --- | ---------- |
| Zotikos                 | sous Constant II (337-361)                 | Premier détenteur du titre et fondateur du premier orphelinat de Constantinople, mis à mort par Constant II.                                                                          | [ 1 ]      |
| Nikon                   | sous Léon Ier (457-474)                    | Prêtre, prédécesseur d'Acace. | [ 1 ]      |
| Acace                   | sous Léon Ier, avant 472                   | Successeur de Nikon, détenteur du titre avant de devenir patriarche en mars 472. | [ 2 ]      |
| Euphémius               | avant 489                                  | Prêtre et orphanotrophe à Néapolis avant de devenir patriarche au printemps 489. | [ 3 ]      |
| George                  | c. 869–870                                 | Diacre et orphanotrophe, attesté lors du quatrième concile de Constantinople. Destinataire d'une lettre de Photius de Constantinople.                                                 | [ 3 ]      |
| Léon                    | début du IXe siècle                        | Patrice et orphanotrophe, destinataire d'une lettre de Théodore Studite. | [ 3 ]      |
| Nicéphore               | fin IXe siècle/début Xe siècle             | Évêque de Nicée, attesté comme orphanotrophe dans la Vie d'Ignace. | [ 3 ]      |
| Paul                    | sous Romain Ier Lécapène (règne : 920-944) | Proche du magistros Etienne, il participe à son complot avec Théophane Teichiotès contre l'empereur. Une fois la conspiration dévoilée, il est tonsuré et banni sur l'île d'Antigone. | [ 4 ]      |
| Démétrios               | c. 942                                     | Kouboukleisios du chapitre cathédral de Thessalonique, et orphanotrophe du diocèse, mentionné dans un acte de mai 942.                                                                | [ 3 ]      |
| Jean                    | fin Xe siècle                              | Juge (krites) des Arméniaques et destinataire de deux lettres de Nicéphore Ouranos | [ 3 ]      |
| Mélias                  | c. 1030                                    | Patrice et orphanotrophe, signataire d'un acte synodal en 1030. | [ 5 ]      |
| Jean l'Orphanotrophe    | c. 1034–1041                               | Devenu très influent sous Romain III Argyre, il fait entrer son frère, le futur Michel IV, à la cour impériale.                                                                       | [ 6 ]      |
| Alexis Aristénos        | avant 1157                                 | Aristénos suit une carrière juridique et ecclésiastique. Il détient plusieurs postes dont celui d'orphanotrophe et écrit un traité de droit canonique.                                | [ 7 ]      |
| Kandidos                | c. 1162                                    | Un moine mentionné dans une note de Jean Kontostéphanos, le gouverneur de Thessalonique en novembre 1162.                                                                             | [ 7 ]      |
| Michel Hagiothéodoritès | avant 1166 – après 1170                    | Attesté comme orphanotrophe et logothète du drome dans les actes de synodes tenus en 1166 et 1170. Il détient aussi d'autres fonctions judiciaires importantes.                       | [ 8 ]      |
| Jean Belissariotès      | fin XIIe siècle/début XIIIe siècle         | Haut dignitaire, il occupe les postes d'orphanotrophe, de logothète du sekrèton, megas logariastes et protasekretis.                                                                  | [ 9 ]      |
| Edéssènos               | c. 1246                                    | Apographeus de Macédoine orientale. | [ 9 ]      |
| Léon Bardalès           | c. 1296–1300                               | Avec son ami Maxime Planude, il fait partie d'une ambassade auprès de la république de Venise en 1296.                                                                                | [ 10 ]     |
| Aidesenos               | 14th century                               | auteur du sigillion du monastère de Docheiariou. | [ 9 ]      |
| Alexis                  | c. 1348                                    | Mentionné dans les actes du synode de Constantinople de 1348 aux côtés de son frère, le stratopédarque Démétrios.                                                                     | [ 9 ]      |
| Kallistos               | c. 1391                                    | Prêtre mentionné dans un texte daté de 1391. | [ 11 ]     |
| Tryphon Cédrène         | c. 1316                                    | Sebaste et orphanotrophe, propriétaire en Macédoine orientale, mentionné dans un acte de 1316.                                                                                        | [ 11 ]     |
| Manuel Chagérès         | XIVe siècle                                | Mentionné dans un acte daté de 1369 du monastère de Zographou. Il pourrait avoir servi bien plus tôt sous l'empereur Andronic II Paléologue (1282-1328).                              | [ 11 ]     |
| Constantin N.           | c. 1342                                    | Pansebaste sebaste, orphanotrophe et oikeios de l'empereur. | [ 11 ]     |
| Michel Gémistos         | c. 1401                                    | Prêtre mentionné dans une transaction à propos d'une propriété. | [ 12 ]     |